# Potentilla borneensis
Potentilla borneensis là loài thực vật có hoa trong họ Hoa hồng. Loài này được (Stapf) Kalkman miêu tả khoa học đầu tiên năm 1968.